# Ilonse
Ilonse (in italiano, desueto, Ilonza) è un comune francese di 162 abitanti situato nel dipartimento delle Alpi Marittime della regione della Provenza-Alpi-Costa Azzurra.

## Geografia fisica
Illonza sorge in posizione panoramica su un picco roccioso sulla vallata della Tinea. È situato a 67 km a nord di Nizza.

## Storia
Dal 1388, quando la contea di Nizza con la dedizione di Nizza alla Savoia, seguì le vicende storiche della Contea di Savoia, del Ducato di Savoia prima e del Regno di Sardegna poi sino al 1860, quando Nizza venne ceduta alla Francia.

## Monumenti e luoghi d'interesse
- Chiesa di San Michele Arcangelo

## Società

### Evoluzione demografica
Abitanti censiti